# Orbita adeostazionaria
Si dice orbita adeostazionaria un'orbita sincrona circolare, equatoriale e prograda attorno a Plutone, potenzialmente utilizzabile da satelliti artificiali che necessitassero di trovarsi in ogni istante sempre al di sopra del medesimo punto della superficie del pianeta. I satelliti in orbita adeostazionaria, come tutti quelli in orbita adeosincrona, sono caratterizzati da un periodo orbitale pari al giorno siderale plutoniano.

## Parametri orbitali
Il raggio dell'orbita adeostazionaria è dato dalla formula
{\displaystyle r_{adeos.}={\sqrt[{3}]{\frac {GMT_{rotaz}^{2}}{4\pi ^{2}}}}=18\,792\,km.}
La velocità orbitale di un satellite in una simile orbita sarebbe dunque pari a
{\displaystyle v_{orb}={\frac {2\pi r_{orb}}{T_{rotaz}}}=0,214\,km/s.}
Una siffatta orbita è effettivamente possibile; si trova infatti all'interno della sfera d'influenza gravitazionale plutoniana, data dal raggio di Hill secondo la formula
{\displaystyle r_{Hill}=a{\sqrt[{3}]{\frac {m_{P}}{3M_{S}}}}=7\,637\,039\,km.}